# انفجار در خیابان شریعتی تهران
انفجار در خیابان شریعتی تهران در ۱۰ تیر ۱۳۹۹ حوالی ساعت ۲۱ در مرکز جراحی محدود سینا مهر شمیران واقع در خیابان شریعتی تهران رخ داده که موجب کشته شدن ۱۵ زن و ۴ مرد شد، اما مرکز سینا اطهر با رد رخ دادن این اتفاق در این مرکز با انتشار اطلاعیه‌ای اعلام کرد که حادثه انفجار و آتش‌سوزی دیشب در مرکز جراحی محدود سینا مهر شمیران رخ داد که ارتباطی با مرکز درمانی سینا اطهر ندارد. .

## موقعیت
کلینیک سینا مهر شمیران یک مرکز پزشکی تخصصی فعال در حوزه تصویر برداری و ام آر آی است که در خیابان شریعتی روبروی بیمارستان طالقانی کوچه ماهروزاده واقع است. خیابان شریعتی یکی از خیابان‌های مهم و طولانی شهر تهران است که جهتی جنوبی - شمالی دارد. این خیایان قدیمی‌ترین جاده ارتباطی تهران به پهنه شمیران و قصران به‌شمار می‌آید که پیش از انقلاب، خیابان کورش نام داشت.

## علت

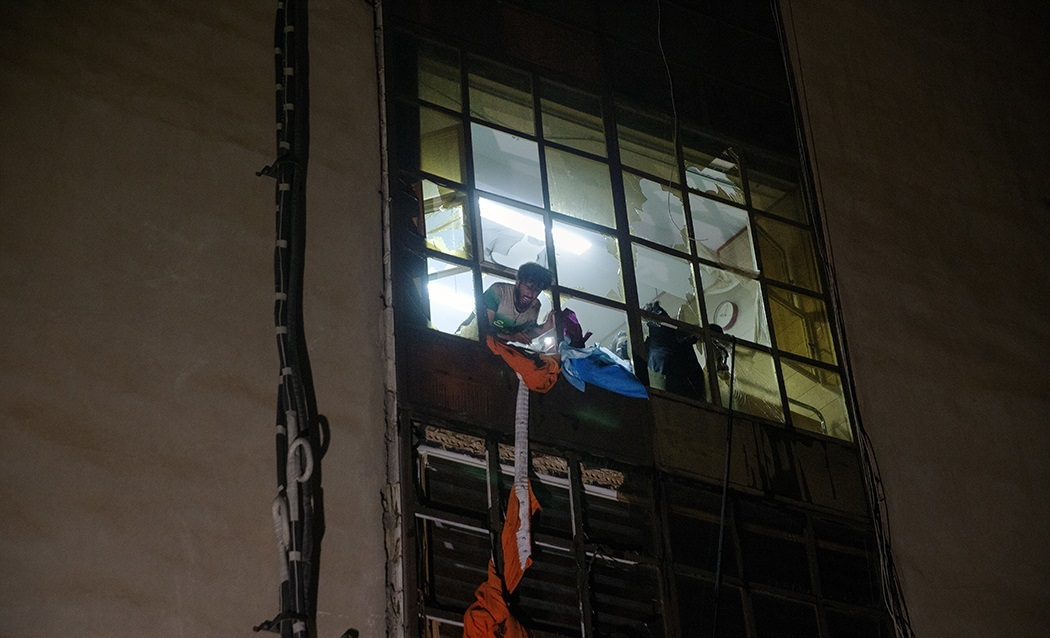

سخنگوی سازمان آتش‌نشانی تهران علت این حادثه را انفجار در انبار این کلینیک بیان کرده که محل نگهداری سیلندرها بوده و به دلیل منفجر شدن این سیلندرها بوده‌است.
ایرج حریرچی، معاون وزیر بهداشت در پاسخ به اخبار منتشر شده در فضای مجازی مبنی بر وجود مواد رادیواکتیو در محل حادثه با تکذیب وجود مواد رادیو اکیتو گفت: در این کلینیک رادیولوژی معمولی دایر بوده و محل پزشکی هسته ای نبوده‌است.
به گفته فریبرز ناطقی الهی، بنیانگذار مقاوم‌سازی و مدیریت بحران کشور دود حاصله نشان از انفجار و امکان سوخت مواد سمی یا گاز هلیوم دارد. پلوم رها شده با شکل کاملی از مواد و رنگ سیاه و غلیظ آن می‌تواند حاصل آتش‌سوزی مواد سمی یا حتی دارویی و شیمیایی باشد.
روز دوشنبه ۱۳ مرداد ۱۳۹۹، سید جلیل میرمحمدی میبدی، عضو کمیسیون بهداشت و درمان مجلس گفت، براساس گزارش کارشناسی «اتصال برق کولر» در پارکینگ کلینیک سینای اطهر عامل آتش سوزی در این مجموعه بوده است. سید جلیل میرمحمدی میبدی با اشاره به برگزاری نشست حادثه کلینیک سینا اطهر در مجلس در خصوص کارشناسی انجام شده درباره این حادثه اظهار داشت:
«آغاز حادثه ناشی از اتصالی برق کولر موجود در سقف کاذب پارکینگ مجموعه اعلام شده که منجر به آتش سوزی کولر و فروریختن سقف کاذب شده است. در اثر این ریزش مواد الکلی و اشتعالزای موجود در زیر آن محل آتش گرفته و نهایتاً به دو تا از کپسول‌های اکسیژن سرایت کرده و منجر به انفجار آنها می‌شود.»

## جان‌باختگان
بخش عمده جان‌باختگان و مصدومان مربوط به طبقه چهارم یا پنجم مرکز درمانی بوده‌اند که در اتاق‌های عمل جراحی حضور داشتند.

### اسامی
1. ابراهیم جدی، کارشناس اتاق عمل
2. احسان گنج‌خانلو
3. پرستو مهرعلی، کارشناس اتاق عمل
4. رها نیک روش
5. سوسن سلطانپور محمدی، متخصص بیهوشی[۹]
6. شبنم دیبایی
7. فاطمه اعلایی سرچشمه
8. فاطمه میرزایی
9. فریده تورانی، متخصص جراحی عمومی
10. فهیمه رحمانی
11. لیدا خامه‌ايي
12. لیلا عیوض‌خانی
13. محدثه رضی
14. محسن پارسا
15. محمد علی اکبری، متخصص گوش، حلق، و بینی[۹][۱۰]
16. مریم خرسندی
17. مریم زمانی
18. مژگان دهقان، پذیرش درمانگاه
19. نسرین محمودخانی، کارشناس اتاق عمل

## رای دادگاه
طبق رأی صادره در مورد پرونده موسوم به انفجار کلینک سینا اطهر:
- ۸ مرد و ۲ زن که از پزشکان و  سهامداران کلینیک بودند، به میزان قصوری که در مرگ ۱۹ نفر داشتند، محکوم به پرداخت دیه به اولیای دم و از یک سال و نیم تا ۳سال حبس محکوم  شدند.
- وزارت بهداشت و درمان: نسبت به قصوری که دادگاه تعیین کرده بود،  به پرداخت دیه به اولیای دم و پرداخت جریمه نقدی محکوم شد. همچنین شش نفر از معاونان وزارت بهداشت و درمان در این ماجرا مقصر شناخته شدند که به  پرداخت جریمه نقدی و نیز به مجازات تکمیلی محکوم شدند.
- شهرداری: به پرداخت جریمه نقدی و مجازات تکمیلی محکوم شد.
- سازمان آتش‌نشانی: پرداخت دیه و جریمه نقدی و دو آتش‌نشان به مجازات تکمیلی محکوم شدند.